# 川上恵一
川上 恵一（かわかみ けいいち、1952年 - ）は、日本の建築家。信州大学工学部社会開発工学科建築コースや早稲田大学理工学部建築学科非常勤講師。長野県塩尻市出身。

## 経歴
1975年、早稲田大学理工学部建築学科卒。北野建設、 降幡建築設計事務所を経て1993年に現事務所を設立。縄手通り商店街で2001年に国土交通省手づくり郷土賞と松本市都市景観賞を受賞。松本市の建築設計事務所・有限会社かわかみ建築設計室を主宰。
著書に、住み継ぐ家の物語 設計職人の仕事とその家族たち （発行：オフィスエム、ISBN 978-4-904570-00-5 C0055）